# Chionanthus leprocarpa
Espèce
Classification phylogénétique
Statut de conservation UICN

 EN  : En danger
Chionanthus leprocarpa est une espèce de plantes à fleurs du genre Chionanthus de la famille des Oleaceae.